# Tango (dans)
 For alternative betydninger, se Tango. (Se også artikler, som begynder med Tango)
Tango er en pardans, som opstod i 1880'erne langs bredderne af Río de La Plata i grænseområdet mellem Argentina og Uruguay. Dansen udvikledes i områdets fattigkvarterer, hvor indfødte sydamerikanere boede sammen med efterkommerne af afrikanske slaver og indvandrede europæere. I tangoen er træk fra den tyske vals, den tjekkiske polka, den polske mazurka og den bøhmiske schottisch forenet med træk fra cubansk habanera, afrikansk candombe og argentinsk milonga. Senere spredte tangoen sig til resten af verden, hvor den i dag danses på en række forskellige måder.
Efter et fælles forslag fra Argentina og Uruguay blev tangoen 31. august 2009 optaget på UNESCOs liste over immateriel kulturarv.

## Historie
Mod slutningen af 1800-tallet fik nød og overbefolkning mange europæere til at udvandre, og da den argentinske regering opmuntrede til indvandring, passerede i perioden 1880-1930 omkring 6 mio indvandrere gennem havnebyerne langs La Plata, de fleste spaniere, italienere og jøder, men også mange mellemeuropæere, og i det hele taget flest mænd. Mange tog videre ud i landet og blev beskæftiget ved landbrug og håndværk, men træge landboreformer var medvirkende til, at mange indvandrere aldrig nåede længere end til de trøstesløse og fattige lejekaserner i de store havnebyer. De tusindvis af unge mænd, som her levede i fattigdom og arbejdsløshed, søgte trøst og adspredelse på bordeller og barer, hvis indehavere sørgede for danseorkestre til gæsternes underholdning.[kilde mangler]
Tangoen er opstået i et samspil, hvor indfødte sydamerikaneres og indvandrede europæeres dansekultur i Buenos Aires og Montevideos fattigkvarterer blandede sig og blev påvirket af den afrikanske candombe, som dansedes af efterkommere efter slaver. Musikken til tango opstod som en sammensmeltning af forskellige europæiske genrer. Langs Río de La Plata henviste ordene 'tango' eller 'tambo' oprindeligt til afrikanske slavers musik- og dansesammenkomster, som myndighederne gennem lang tid søgte at forbyde.
Til at begynde med var tango blot én af flere lignende danse i området, men tangoens popularitet tiltog i takt med, den optrådte i teater- og varieté-forestillinger og blev spillet af lirekassemænd på slumkvarterernes gader, hvor hundredetusinder af europæiske indvandrere færdedes.
I begyndelsen af 1900-tallet begyndte tangodansere og -orkestre at optræde i Europa, og snart efter greb en tangodille om sig i Paris, og senere i London og Berlin, foruden andre europæiske hovedstæder, samt i 1913 New York. Overklassen i Buenos Aires og Montevideo havde først rynket på næsen ad tangoen, som de bl.a. anså for usædelig, men efter dansens succes i Europa tog også de rige i La Plata-området tangoen til sig.

### Kejser Wilhelms tangoforbud
17. november 1913 forbød kejser Wilhelm 2. sine officerer at danse tango iført uniform. Han omtalte tango som Rinnsteinskind (= rendestensbarnet), og dansen vækkede vrede både i regeringen og blandt kirkens ledere. Kardinal Amette i Paris erklærede, at "kristne skulle ikke med god samvittighed deltage i det". Pave Benedikt 15. klagede over den "afskyelige, uanstændige, hedenske dans, som er et drab på familien og selskabslivet". 

### Perón og tangoen
I Argentina ramte det amerikanske børskrak i 1929 og den efterfølgende depression landet hårdt, regeringen måtte gå af, og tangoen tabte terræn. Først da Juan Perón under anden verdenskrig dannede regering, begyndte tangoen at genvinde sin tidligere popularitet, og det i en grad, så tangoen omkring 1950 var blevet en argentinsk national kulturel stolthed. Da præsident Perón i 1952 i en tale nævnte tango-nummeret Taquito Militar af komponisten Mariano Mores (1918-2016), blev det optakt til en ophedet diskussion om, hvorvidt tango var pop eller finkultur.
Da Peróns styre i 1955 under en økonomisk lavkonjunktur afløstes af et militærdiktatur, som indskrænkede forsamlingsfriheden, gik det hårdt ud over tango-dansen, som netop praktiseredes i forsamlinger. I stedet begyndte folk at lytte og danse til rock and roll, der i modsætning til tango praktiseredes i mere uformelle forsamlinger, og derfor ikke blev forbudt.

### Etymologi
Der er tre fremherskende forklaringer på oprindelsen af ordet "tango":
- den afrikanske, hvor det gennem importerede negerslaver skulle stamme fra yoruba-ordet shangó, som betegner den nigerianske tordengud,[13]
- den spanske, hvor ordet tambor (tromme) skulle være forvansket til først tambo og siden tango,[14]
- den portugisiske, hvor ordet tanger betyder at spille på et instrument og tangomão betyder at spille med hænderne på et instrument.[15]

## Stilarter
Dansen har udviklet sig i forskellige grene, navnlig den argentinske og den europæiske, som har lidt forskellige stiludtryk. Den europæiske tango opstod omkring 1910 efter argentinsk forbillede og blev i det efterfølgende årti tilpasset og fik en etableret form via udbredelsen i danseskolerne. Dansen er blevet indarbejdet på linje med andre standarddanse og er en turneringsdans med et internationalt standardiseret figurrepertoire. Her er tempoet normeret til 33 takter i minuttet.
[Dansens] grundlæggende tema er forførelsen. Det handler om, at manden viser ekstremt hensyn og opmærksomhed over for kvinden, samtidig med at han tager initiativet og ansvaret for, at alt går godt. Mandens primære opgave er, at kvinden har det godt. […] På den ene side styrer han med fast hånd for at undgå, at hun kommer i problemer med sine skridt og sin ligevægt, […] på den anden side sørger han først og fremmest for, at hun stråler. At hun har det godt og føler sig smuk.
Den argentinske tango er en mere improviseret dans, hvor det grundlæggende trin er almindelig gang, og der forekommer ofte også temposkift. Hvor den europæiske tango er formet af konkurrenceelementet som sætter stilisme og præsentation i højsædet, er den argentinske tango mere præget af det sociale element, som lægger vægten på føring, variation og flydende dans. Det viser sig bl.a. også i forskellen i dansefatning hvor den argentinske minder om en omfavnelse, mens den europæiske føres inden for en ramme med noget større afstand mellem de dansende.
Man kan noget forsimplet sige at den europæiske tango udstråler temperament, mens den argentinske er mere sensuel. Men stilen i begge danse er også underlagt skiftende modetendenser.
Der findes flere regionale tangoarter som f.eks. den amerikanske og den finske.